# 北海道拓殖銀行法
北海道拓殖銀行法（ほっかいどうたくしょくぎんこうほう、明治32年3月22日法律第76号）は、北海道拓殖に必要な長期・低利の資金を供給する金融機関の設立に関する法律である。

## 概要
北海道の拓殖政策が1886年以降本格的になるが、当時の北海道の金融機関が一部地域に片寄っており、貸付対象は水産業や商業が中心であったことから、北海道拓殖すなわち，未開地開墾に必要な長期・低利の資金を供給する金融機関が必要とされていた。
当時の政府は，殖産興業政策を強力に展開するにあたって、近代的な銀行制度の導入を計画していたが、その一環として長期金融機関は必要不可欠であった。農業金融機関については、日本勧業銀行を中央機関とし、農工銀行を地方機関として各府県に1行を設置するという案が浮上した。その後、日本勧業銀行法と農工銀行法が制定され、日本勧業銀行は1897年に開業し、各府県の農工銀行も1、2年後にかけて続々と開業した。当初、北海道に農工銀行の設立することが予想されていたが、北海道における地元の資金力が乏しく、地元株主の募集が極めて難しい状況にあった。このような北海道の特殊事情から、株主を地元だけでなく内地にも求めるため、農工銀行法とは別個の法律を制定して北海道に独自の金融機関を設置する法案が起草された。
1899年3月1日に帝国議会で可決され、北海道拓殖銀行法が成立。1900年に北海道拓殖銀行が開業した。
1950年に日本勧業銀行法等を廃止する法律によって廃止。北海道拓殖銀行は普通銀行に転換した。